# Campaniai-síkság
A Campaniai-síkság (olaszul Pianura Campana) az Appenninek vonulata és a Tirrén-tenger partja (Gaetai-öböl és Nápolyi-öböl) között elhelyezkedő kiterjedt síkság Olaszország Lazio és Campania régióiban. 
Szűkebb értelemben csak a földrajzi egység campaniai részét – azaz a Garigliano folyótól délre eső részt – nevezik Campaniai-síkságnak. A síkságot déli irányból a Vezúv határolja, északon pedig a Monti Aurunci vonulata. Tengerparti részét a Campi Flegrei vulkáni zóna hegyes-dombos vidéke tagolja. Ettől keletre található az Acerrai-medence, északi irányban pedig a Volturno, és a Regi Lagni által kialakított síkságok. 
A Campaniai-síkság Olaszország viszonylag sűrűn lakott területe, több népes településsel. Ezek közül a legjelentősebb a terület déli végében elhelyezkedő Nápoly.

## Keletkezése
A síkság egy grábenben helyezkedik el, melyet mezozoikumi karbonátos platformok határolnak. Eredetét az Appennini-félsziget óra járásával ellentétes irányú forgásának következtében fellépő kontinentális kéreg vékonyodásával magyarázzák, valamint a Tirrén-tenger keletkezésével, melynek következtében karbonátos platformok rakódtak le a tengerpart mentén. 
A Vezúv illetve a Campi Flegrei vulkánjainak kitörései során vastag tufarétegek rakódtak le a síkságon, emiatt rendkívül termékeny, ugyanakkor rendkívül gazdag geotermális forrásokban.

## Lásd még
- Campaniai vulkáni ív

## Fordítás
- Ez a szócikk részben vagy egészben  a   Pianura Campana című olasz Wikipédia-szócikk ezen változatának fordításán alapul.  Az eredeti cikk szerkesztőit annak laptörténete sorolja fel. Ez a jelzés csupán a megfogalmazás eredetét és a szerzői jogokat jelzi, nem szolgál a cikkben szereplő információk forrásmegjelöléseként.